# Тамура (Фукусіма)
37°26′29″ пн. ш. 140°34′9″ сх. д. / 37.44139° пн. ш. 140.56917° сх. д.
Таму́ра (яп. 田村市, たむらし, МФА: [tamuɾa ɕi̥]) — місто в Японії, в префектурі Фукусіма.

## Короткі відомості

Розташоване в східній частині префектури, у західного підніжжя висот Абукума. 
Станом на 1 жовтня 2008 площа міста становила 458,30 км². 
В місті розташовані печери Абукума й Ірідзумі. 

## Історія
Виникло 1 березня 2005 року в результаті об'єднання декількох населених пунктів — Такіне, Оґое, Токіва, Фунехікі, Міякодзі.

## Населення
Станом на 1 січня 2009 населення міста становило 41 768 осіб.